# 졸리 OS
졸리 OS(Joli OS)는 우분투 기반 리눅스 배포판이다. 프랑스 기업 졸리클라우드(Jolicloud → 1.2 버전대까지 운영 체제의 이름이기도 함)의 공동 설립자들인 타리크 크림(Tariq Krim)과 로메인 후엣(Romain Huet)이 개발했다. 졸리 OS는 현재 깃허브에 소스 코드를 호스팅하는 오픈 소스 프로젝트이다.
2013년 11월 22일, 타리크 크림은 졸리 OS의 지원을 중단하고 소스 코드를 개방하기로 결정했다.
2016년 4월 1일, 졸리클라우드의 지원이 중단되었다.

## 같이 보기
- 이지피지
- 크롬OS
- 미고 (운영 체제)